# Villers-Franqueux
Pour les articles homonymes, voir Villers.
Villers-Franqueux (prononcé [vilɛʁ fʁɑ̃kø]) est une commune française, située dans le département de la Marne en région Grand Est.

## Géographie
| Hermonville |                   | Loivre |
|             | Villers-Franqueux |        |
| Pouillon    | Thil              | Courcy |

### Hydrographie
La commune est dans la région hydrographique « la Seine du confluent de l'Oise (inclus) à l'embouchure » au sein du bassin Seine-Normandie. Elle n'est drainée par aucun cours d'eau,.

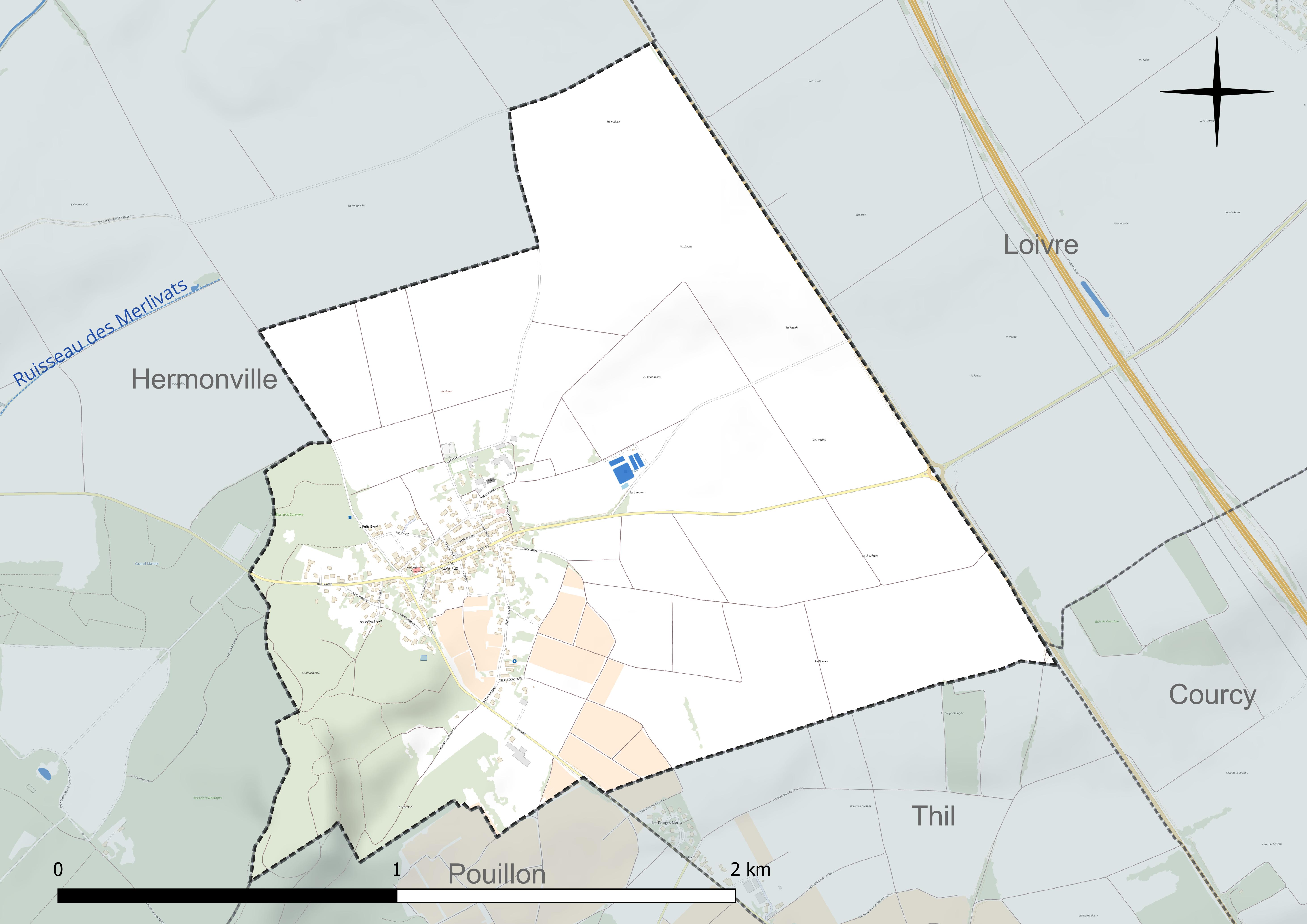
Réseau hydrographique de Villers-Franqueux.

### Climat
Pour des articles plus généraux, voir Climat du Grand Est et Climat de la Marne.
En 2010, le climat de la commune est de type climat océanique dégradé des plaines du Centre et du Nord, selon une étude du Centre national de la recherche scientifique s'appuyant sur une série de données couvrant la période 1971-2000. En 2020, Météo-France publie une typologie des climats de la France métropolitaine dans laquelle la commune est exposée à un climat océanique altéré et est dans la région climatique  Nord-est du bassin Parisien, caractérisée par un ensoleillement médiocre, une pluviométrie moyenne régulièrement répartie au cours de l’année et un hiver froid (3 °C). 
Pour la période 1971-2000, la température annuelle moyenne est de 10,3 °C, avec une amplitude thermique annuelle de 15,2 °C. Le cumul annuel moyen de précipitations est de 713 mm, avec 12 jours de précipitations en janvier et 8,2 jours en juillet. Pour la période 1991-2020, la température moyenne annuelle observée sur la station météorologique de Météo-France la plus proche, « Chambrecy-Civc », sur la commune de Chambrecy à 18 km à vol d'oiseau, est de 10,7 °C et le cumul annuel moyen de précipitations est de 734,0 mm. 
La température maximale relevée sur cette station est de 40,3 °C, atteinte le 25 juillet 2019 ; la température minimale est de −22,1 °C, atteinte le 17 janvier 1985,,. 
Les paramètres climatiques de la commune ont été estimés pour le milieu du siècle (2041-2070) selon différents scénarios d'émission de gaz à effet de serre à partir des nouvelles projections climatiques de référence DRIAS-2020. Ils sont consultables sur un site dédié publié par Météo-France en novembre 2022.

## Urbanisme

### Typologie
Au 1er janvier 2024, Villers-Franqueux est catégorisée commune rurale à habitat dispersé, selon la nouvelle grille communale de densité à sept niveaux définie par l'Insee en 2022.
Elle est située hors unité urbaine. Par ailleurs la commune fait partie de l'aire d'attraction de Reims, dont elle est une commune de la couronne,. Cette aire, qui regroupe 294 communes, est catégorisée dans les aires de 200 000 à moins de 700 000 habitants,.

### Occupation des sols
L'occupation des sols de la commune, telle qu'elle ressort de la base de données européenne d’occupation biophysique des sols Corine Land Cover (CLC), est marquée par l'importance des territoires agricoles (75,9 % en 2018), une proportion identique à celle de 1990 (75,9 %). La répartition détaillée en 2018 est la suivante :
- terres arables (69,4 %), forêts (14,9 %)
- zones urbanisées (9,2 %)
- cultures permanentes (6,5 %)[13] L'évolution de l’occupation des sols de la commune et de ses infrastructures peut être observée sur les différentes représentations cartographiques du territoire : la carte de Cassini (XVIIIe siècle), la carte d'état-major (1820-1866) et les cartes ou photos aériennes de l'IGN pour la période actuelle (1950 à aujourd'hui)[Carte 2].

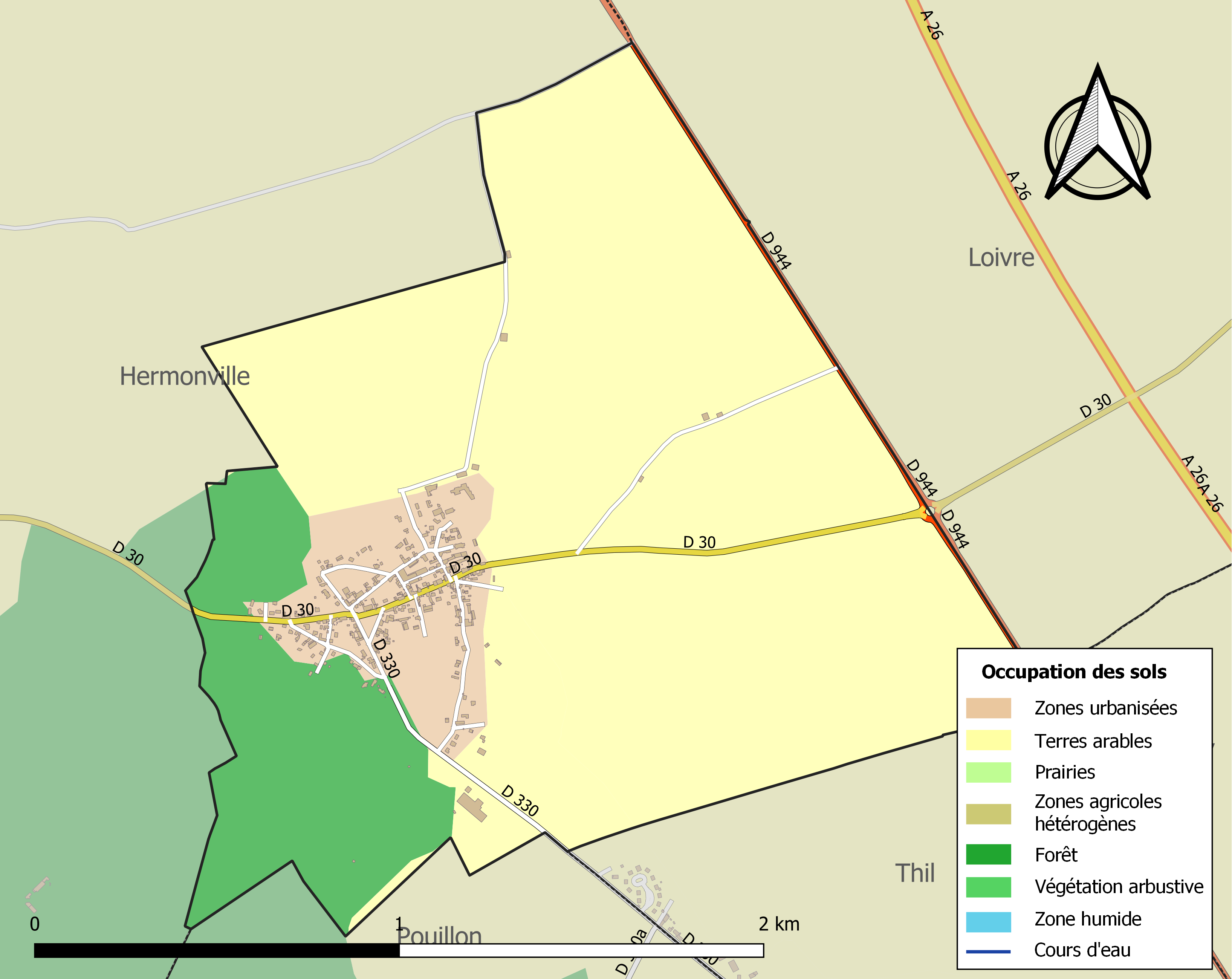
Carte des infrastructures et de l'occupation des sols de la commune en 2018 (CLC).

## Toponymie
Le nom de la localité est attesté sous les formes 	Villa Francorum (1126) ; Viller Francuorum (xiie siècle) ; Villare Franqueus (1212) ; Villare Francorum (1225) ; Viller Francour (1252) ; Villare Frainquex, Viller Frainqueur (1254) ; Villare Frainqueus, Villare Frainkeus (1274) ; Villare Frankeux (1275) ; Viler Franquex (commencement du xive siècle) ; Villers (1303-1312) ; Viller Franquès (1314) ; Viller Franquiex (1320) ; Villare Francosum (1325) ; Villare Franquex (1326) ; Viller Franqueux (1362) ; Villo Francosum (1365) ; Villefranqueux (1374) ; Villaria Franqueux (1383) ; Viller Frainqueux (1384) ; Villers Francqueux (1433) ; Villers Franqueues (1492) ; Villers Franqueulx (1509) ; Villiers Franqueux (1556).

Villers est un appellatif toponymique français et un patronyme qui procède généralement du gallo-roman villare, dérivé lui-même du gallo-roman villa « grand domaine rural », issu du latin villa rustica.
Villers Franqueux désigne sûrement des établissements francs. Plusieurs localités de la marne ont conservées le nom de peuplades barbares.

## Histoire
En 1842 un grand incendie détruisait au village, treize maisons et l'église.

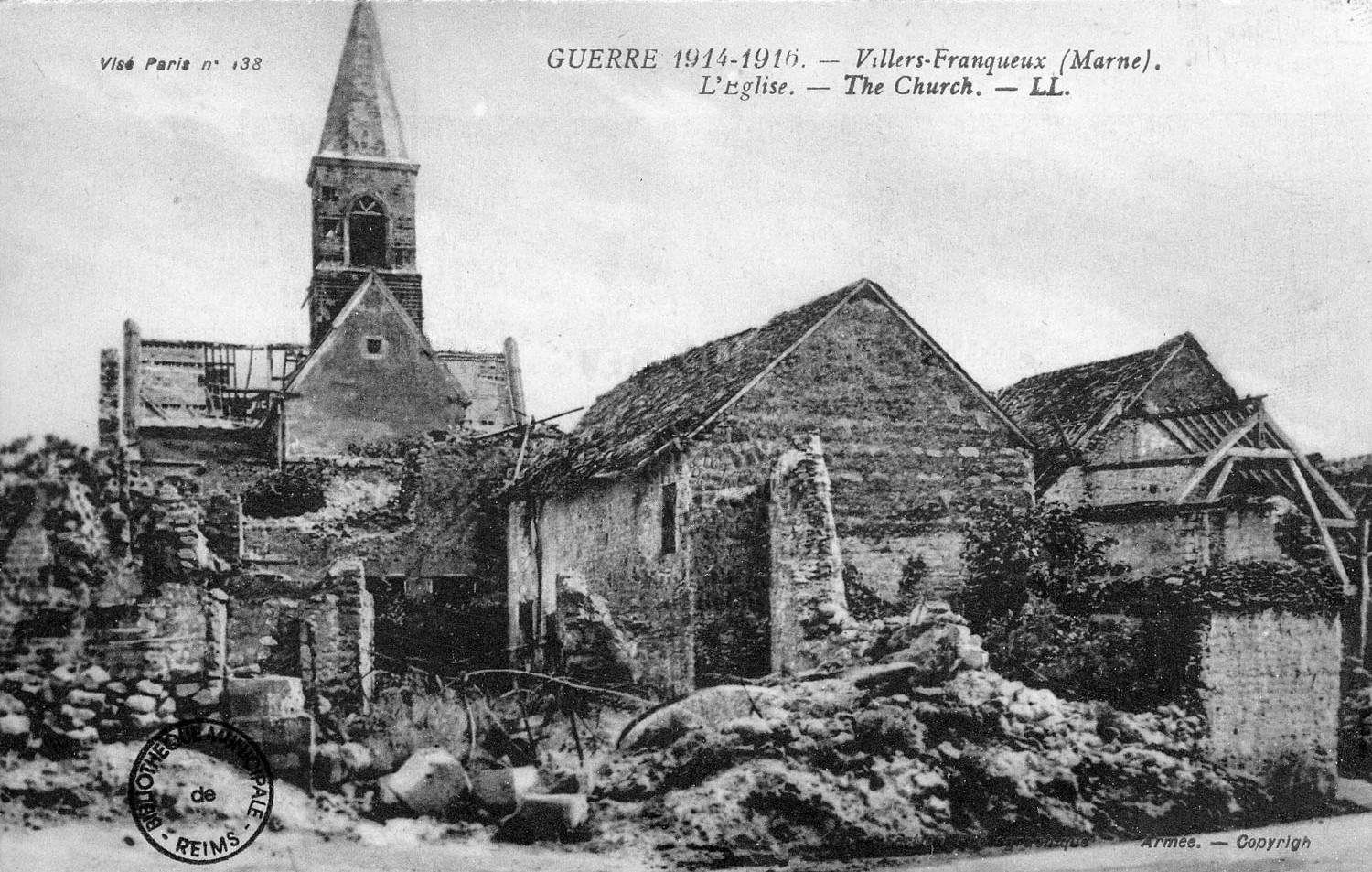
Exemple de destruction lors de la Grande guerre, l'église.

## Politique et administration

### Intercommunalité
La commune, antérieurement membre de la Communauté de communes de la Petite Montagne, est membre, depuis le 1er janvier 2014, de la communauté de communes du Nord Champenois.
En effet, conformément au schéma départemental de coopération intercommunale de la Marne du 15 décembre 2011, cette communauté de communes du Nord Champenois est issue de la fusion, le 1er janvier 2014, de :
- la Communauté de communes de la Colline,
- de la Communauté de communes de la Petite Montagne,
- de la Communauté de communes des Deux Coteaux
- et de la Communauté de communes du Massif[19],[20].

### Liste des maires
| Période                                  | Période                      | Identité           | Étiquette | Qualité                         |
| ---------------------------------------- | ---------------------------- | ------------------ | --------- | ------------------------------- |
| Les données manquantes sont à compléter. |                              |                    |           |                                 |
| avant 1874                               | après 1879                   | Guillemard         |           |                                 |
| 2001                                     | 2008                         | Madeleine Le Drogo |           |                                 |
| 2008                                     | En cours (au 4 juillet 2014) | Eric Malto         |           | Réélu pour le mandat 2014-2020, |

## Démographie
L'évolution du nombre d'habitants est connue à travers les recensements de la population effectués dans la commune depuis 1793. Pour les communes de moins de 10 000 habitants, une enquête de recensement portant sur toute la population est réalisée tous les cinq ans, les populations de référence des années intermédiaires étant quant à elles estimées par interpolation ou extrapolation. Pour la commune, le premier recensement exhaustif entrant dans le cadre du nouveau dispositif a été réalisé en 2008.

En 2022, la commune comptait 299 habitants, en évolution de +0,34 % par rapport à 2016 (Marne : −1,19 %, France hors Mayotte : +2,11 %).
| 1793 | 1800 | 1806 | 1821 | 1831 | 1836 | 1841 | 1846 | 1851 |
| ---- | ---- | ---- | ---- | ---- | ---- | ---- | ---- | ---- |
| 552  | 517  | 520  | 450  | 444  | 459  | 479  | 490  | 487  |

| 1856 | 1861 | 1866 | 1872 | 1876 | 1881 | 1886 | 1891 | 1896 |
| ---- | ---- | ---- | ---- | ---- | ---- | ---- | ---- | ---- |
| 484  | 429  | 414  | 396  | 385  | 366  | 366  | 343  | 370  |

| 1901 | 1906 | 1911 | 1921 | 1926 | 1931 | 1936 | 1946 | 1954 |
| ---- | ---- | ---- | ---- | ---- | ---- | ---- | ---- | ---- |
| 328  | 325  | 293  | 207  | 232  | 218  | 204  | 238  | 221  |

| 1962 | 1968 | 1975 | 1982 | 1990 | 1999 | 2006 | 2008 | 2013 |
| ---- | ---- | ---- | ---- | ---- | ---- | ---- | ---- | ---- |
| 212  | 198  | 228  | 220  | 270  | 281  | 297  | 301  | 302  |

| 2018 | 2022 | - | - | - | - | - | - | - |
| ---- | ---- | - | - | - | - | - | - | - |
| 296  | 299  | - | - | - | - | - | - | - |

## Culture locale et patrimoine

### Lieux et monuments

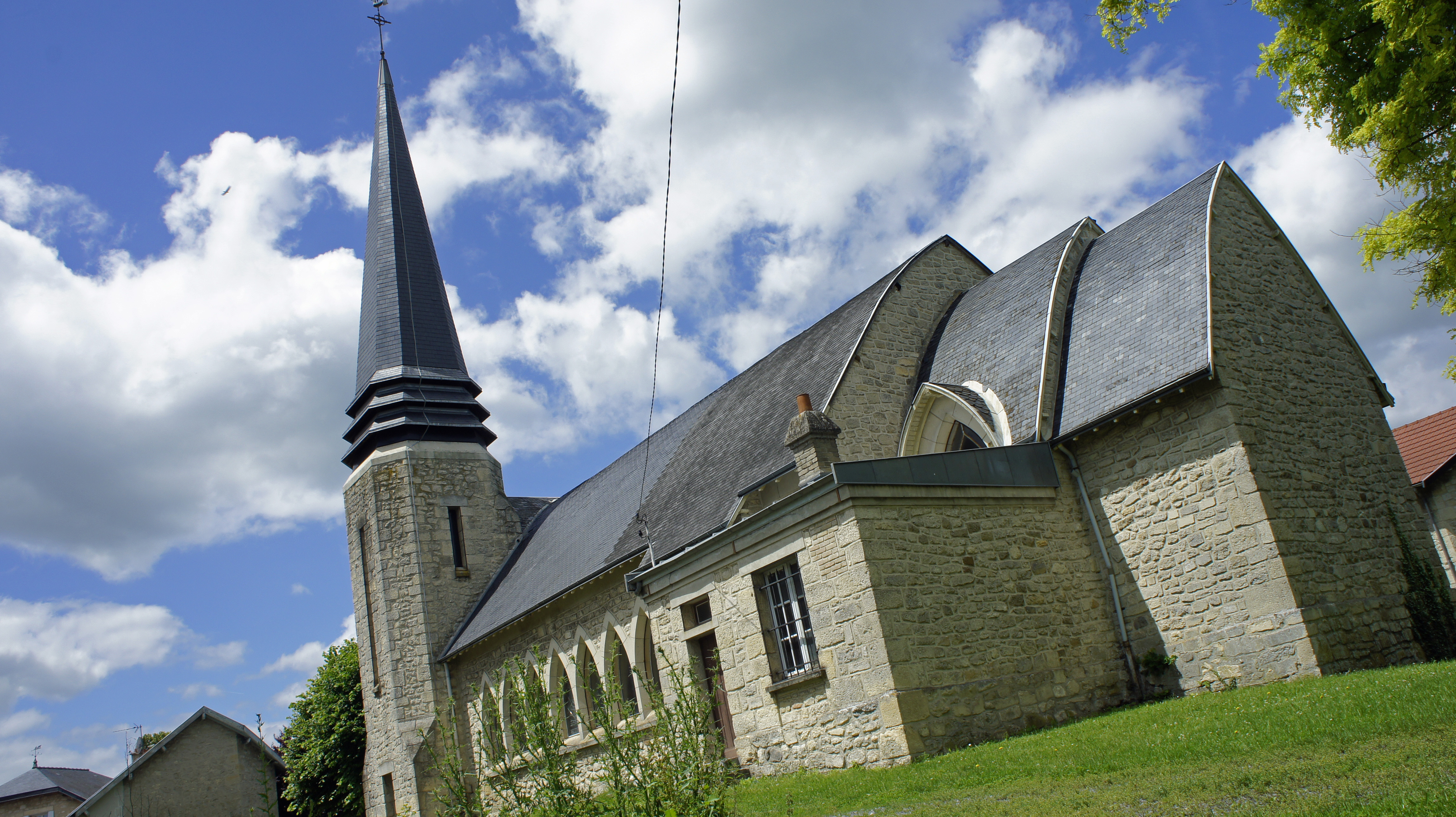
L'église vue du sud-est.
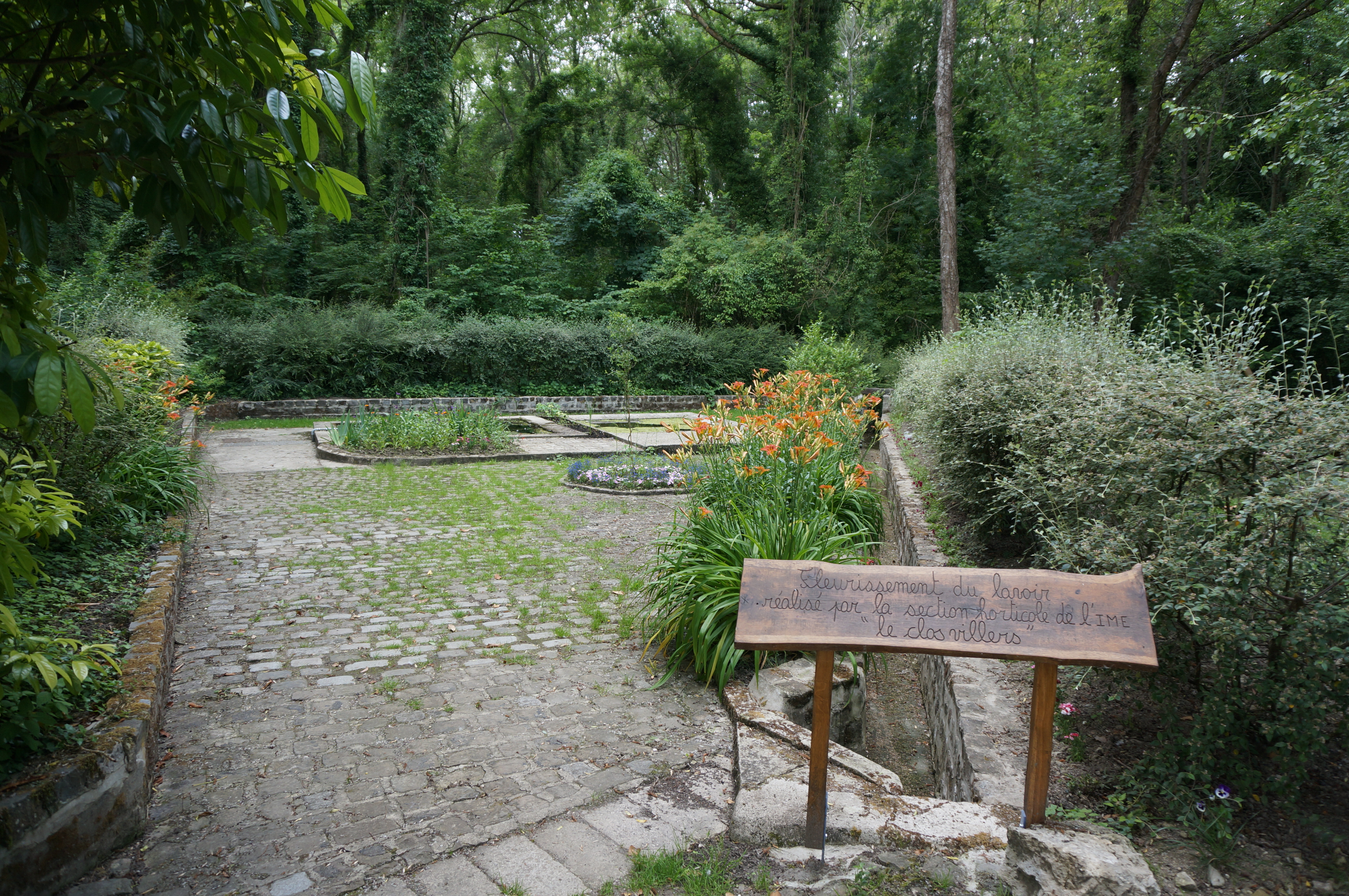
Lavoir aménagé.

- Le moulin de Villers-Franqueux,
- Bois de la Montagne avec ruines et terrain de VTT,
- Lavoirs.

### Personnalités liées à la commune
Le coureur cycliste allemand Otto Meyer est fait prisonnier le 28 septembre 1914 alors qu'il était réfugié dans le clocher de l'église;